# Projeção de Mollweide

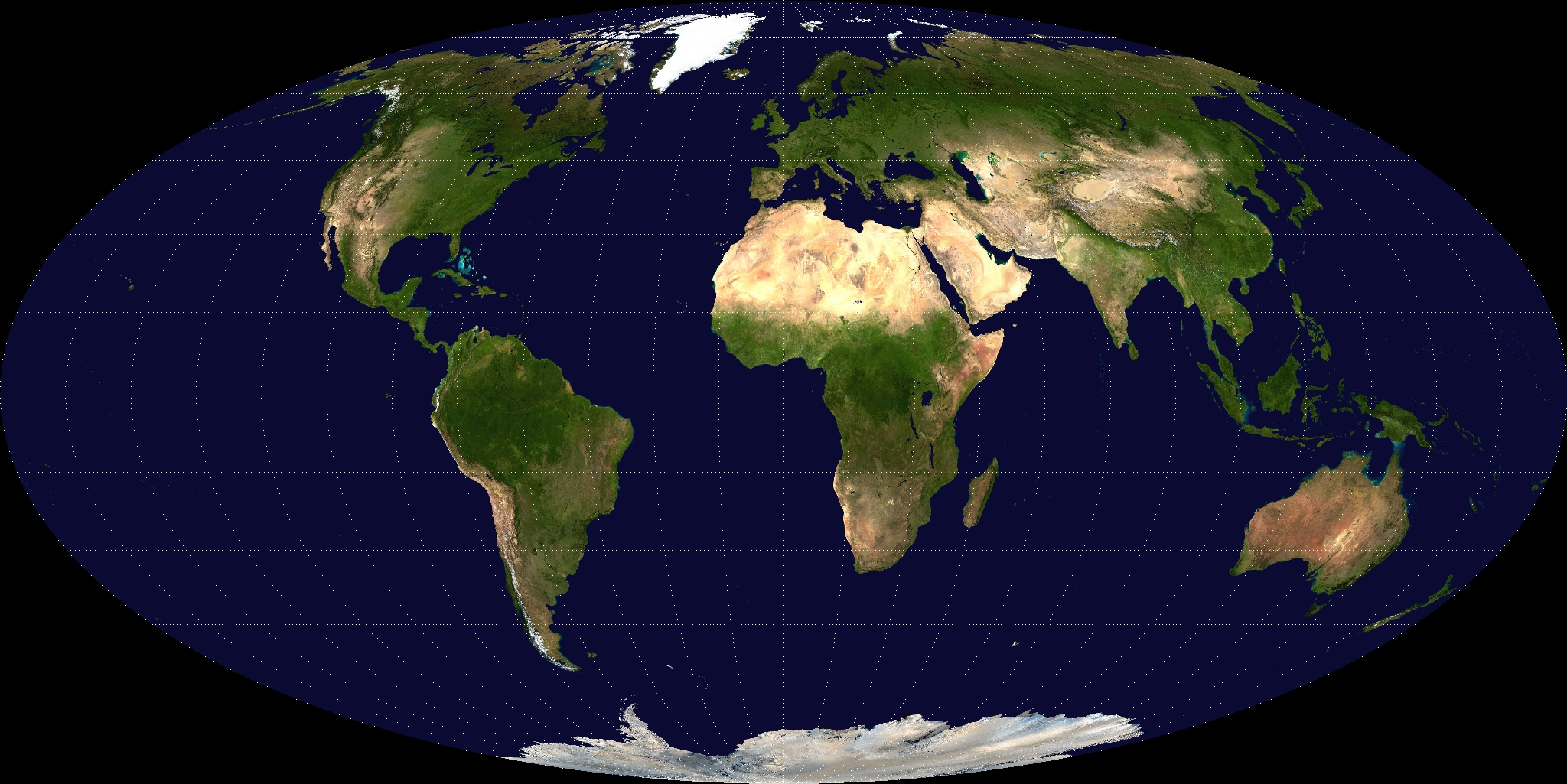
A Projeção de Mollweide sobre a Terra.

A Projeção de Mollweide é um tipo de representação cartográfica elaborada em 1805 pelo cartógrafo alemão Karl Mollweide. Foi criada para corrigir as diversas distorções da projeção de Mercator. Nesta projeção, os paralelos são linhas retas e os meridianos são linhas curvas. A área é proporcional à do globo terrestre, tendo forma elíptica. As zonas centrais apresentam grande exatidão, tanto em área como em configuração, mas as extremidades ainda apresentam algumas distorções. Na maioria dos atlas atuais os mapas-múndi seguem a projeção de Mollweide.